# Chandra Cheeseboroughová
Chandra Danette Cheeseboroughová později Shellmanová (* 10. ledna 1959) je americká sprinterka. Pronikla na mezinárodní scénu už v 16 letech tím, že vyhrála dvě zlaté medaile na Panamerických hrách v roce 1975. V roce 1976 vytvořila světový rekord na 100 m časem 11,13 sekundy a tím se umístila na druhém místě v americké olympijské kvalifikaci.